# Osbornellus tripartitus
Osbornellus tripartitus är en insektsart som beskrevs av Delong 1941. Osbornellus tripartitus ingår i släktet Osbornellus och familjen dvärgstritar. Inga underarter finns listade i Catalogue of Life.